# Stadler FLIRT

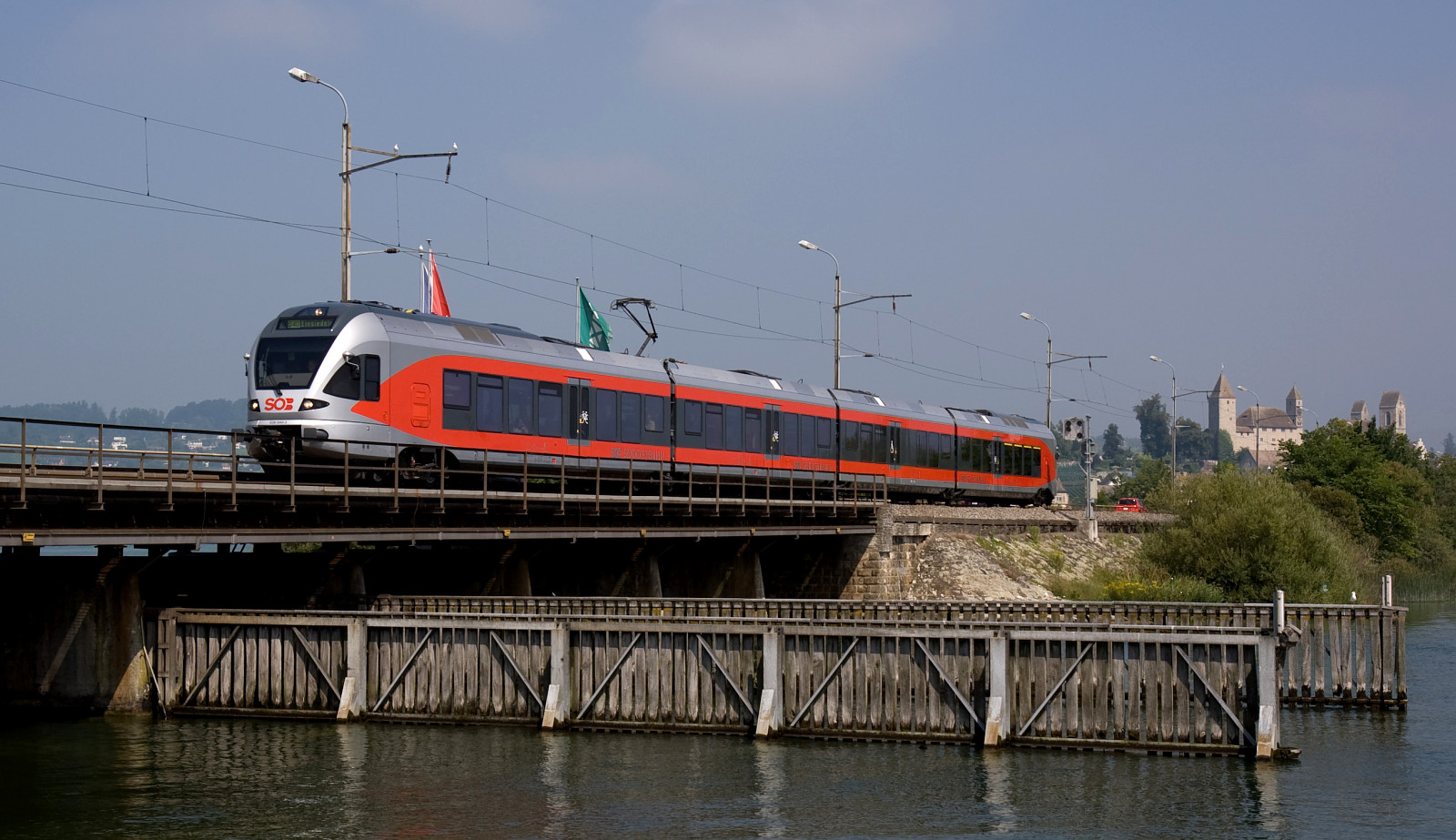
Stadler FLIRT del ferrocarril suizo Südostbahn cerca del Lago de Zúrich.

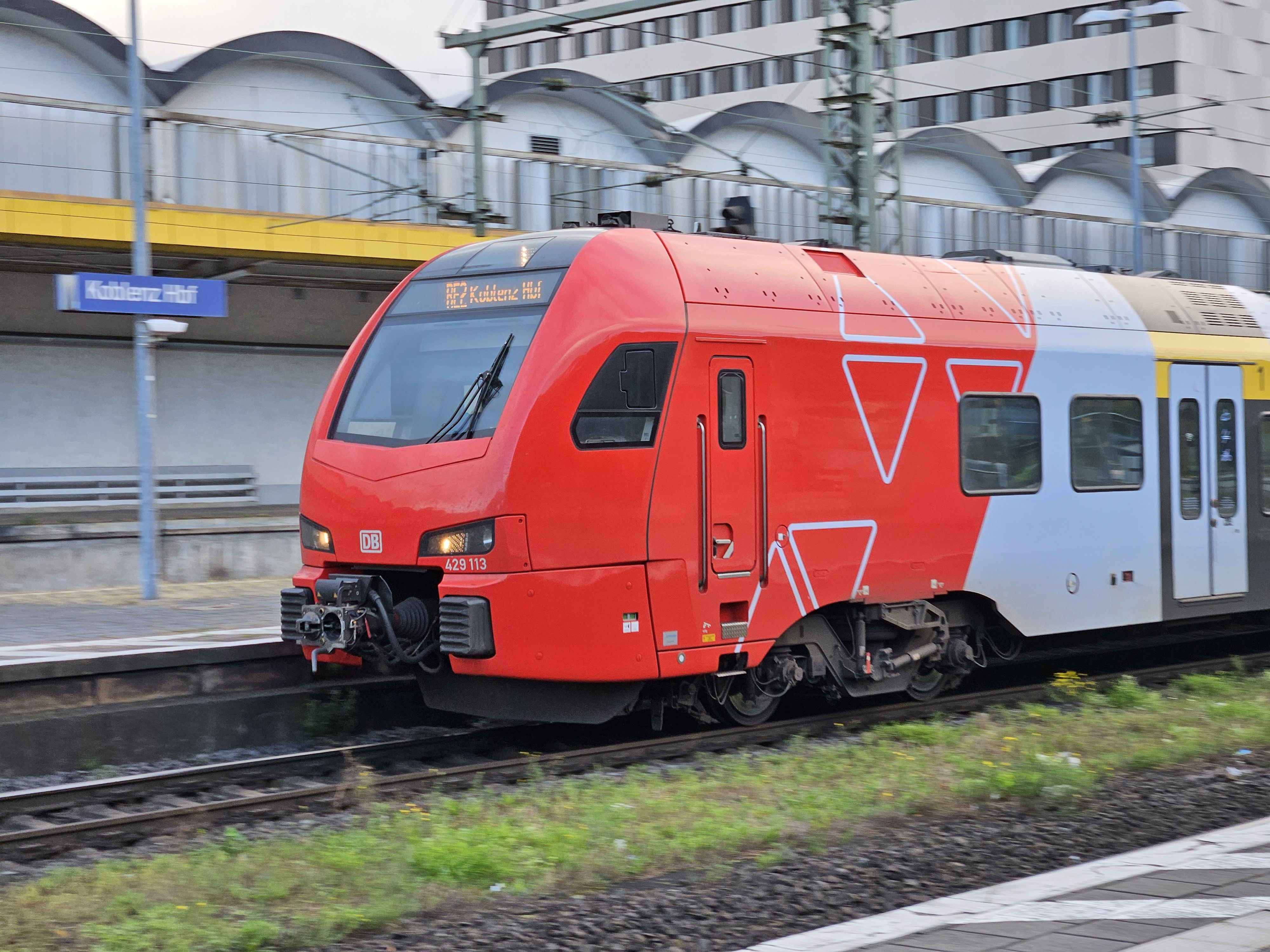
Stadler FLIRT de DB Regio AG, Regio Südwest

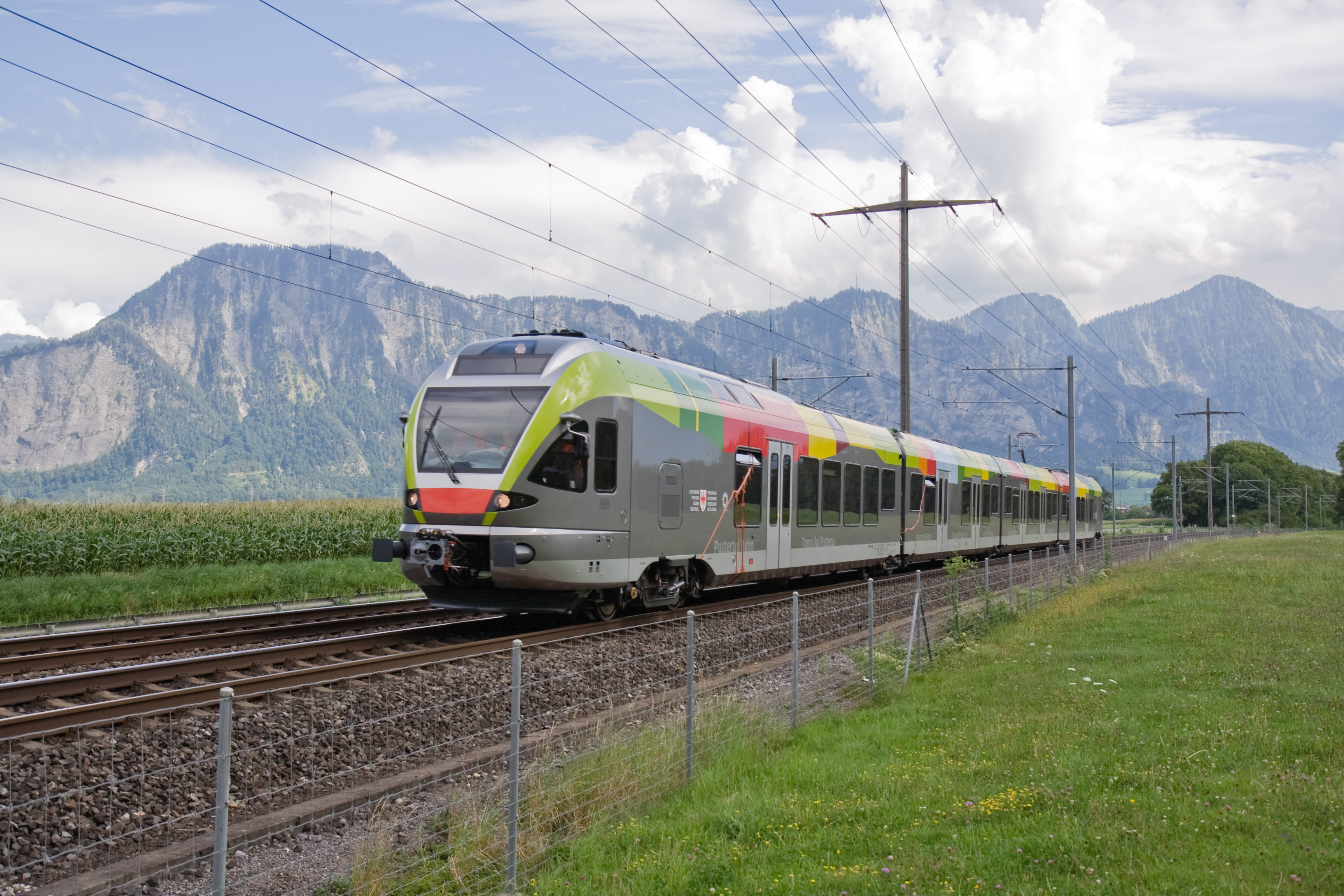
FLIRT de 4 unidades en la línea Merano–Bolzano–San Candido en Italia.

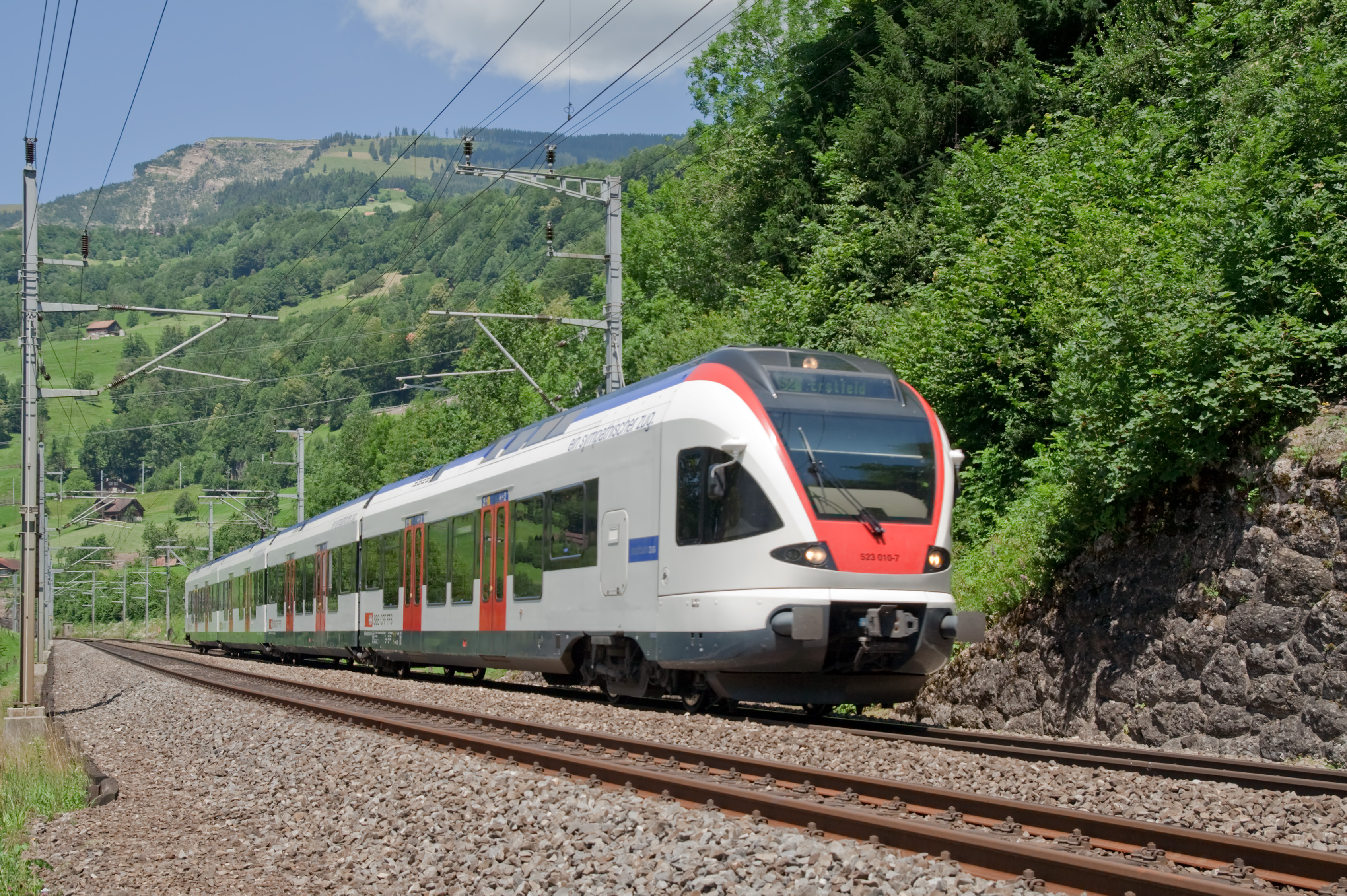
Stadler FLIRT de la red ferroviaria S-Bahn en Zug.

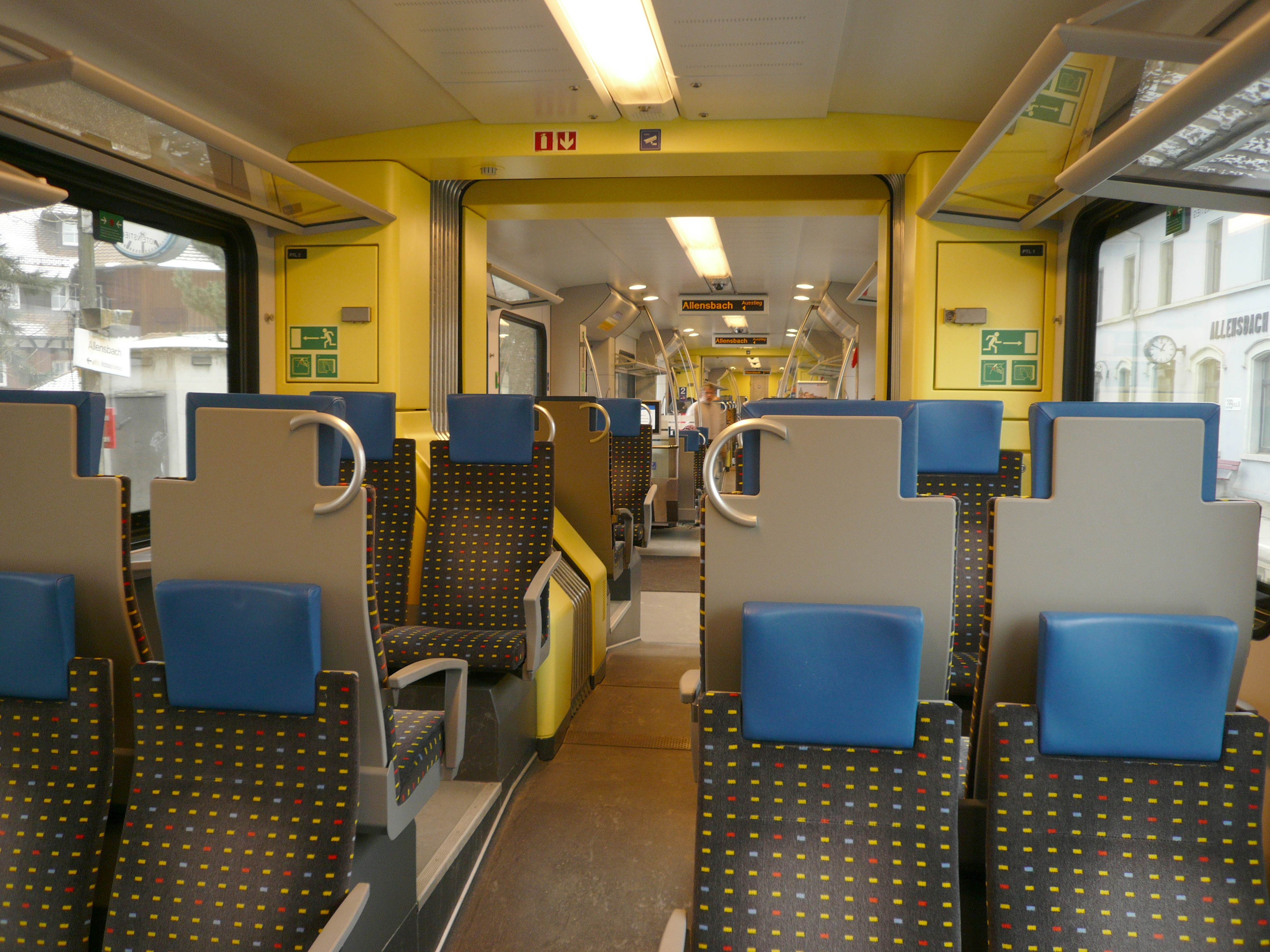
Vista interior entre coches, moderno diseño industrial.

Stadler FLIRT  es una unidad eléctrica múltiple (EMU) producida por Stadler Rail AG. La sigla FLIRT es la abreviatura en inglés de Fast Light Innovative Regional Train (Tren Regional Ligero, Rápido e Innovador). Los Stadler FLIRT están diseñados para viajes regionales transfronterizos.
El FLIRT articulado se presenta en unidades de dos a seis coches con dos hasta seis ejes motorizados. La velocidad máxima es de 160 km/h. La altura estándar del suelo es de 580 mm, pero los pisos de 780 mm están también disponibles para alturas de plataforma de 760 mm. La sección de piso bajo es del ± 90%.
El automotor FLIRT se desarrolló originalmente para los Ferrocarriles Federales Suizos y se entregó por primera vez en 2004. Los trenes fueron pedidos por usuarios en Argelia, Alemania, Finlandia, Hungría, Italia, Noruega, Polonia y Suiza. En noviembre de 2009 la cartera de pedidos ascendía a 547 unidades vendidas.

## Especificaciones
El FLIRT es una unidad eléctrica múltiple totalmente nueva a pesar de que tiene un notable parecido con los automotores GTW. Los trenes se pueden pedir con dos a seis secciones y están disponibles para todos los sistemas de energía de uso común (AC y DC), así como troche estándar y ancho. Debido a la utilización de bogies Jacobs entre las secciones de los trenes, se convierte en una cabina individual que puede ser recorrida completamente de punta a punta sin atravesar separaciones. La altura del piso a la entrada puede ser elegida por el operador, proporcionando abordaje a nivel en la mayoría de las estaciones. Unos acopladores automáticos en ambos extremos del tren permiten conectar y desconectar rápidamente hasta cuatro unidades.
Todas las variaciones FLIRT utilizan convertidores IGBT de energía de tecnología de tracción ABB Railway para controlar los motores de inducción que se encuentran en los dos bogies en cada extremo del tren. En las unidades de dos secciones articuladas, se alimenta a sólo un bogie, mientras que en las versiones más largas es posible tener un tercer bogie con potencia en el medio (actualmente sólo en los trenes de NSB). Cada bogie tiene por lo general una potencia continua de 1000 kW, dando a un tren típico de cuatro secciones 2000 kW de potencia de salida total, así como la potencia de salida máxima de 2600 kW durante un corto período de tiempo. La velocidad máxima es de 160 km/h. La aceleración también varía entre 0,8 m/s² y 1,2 m/s².

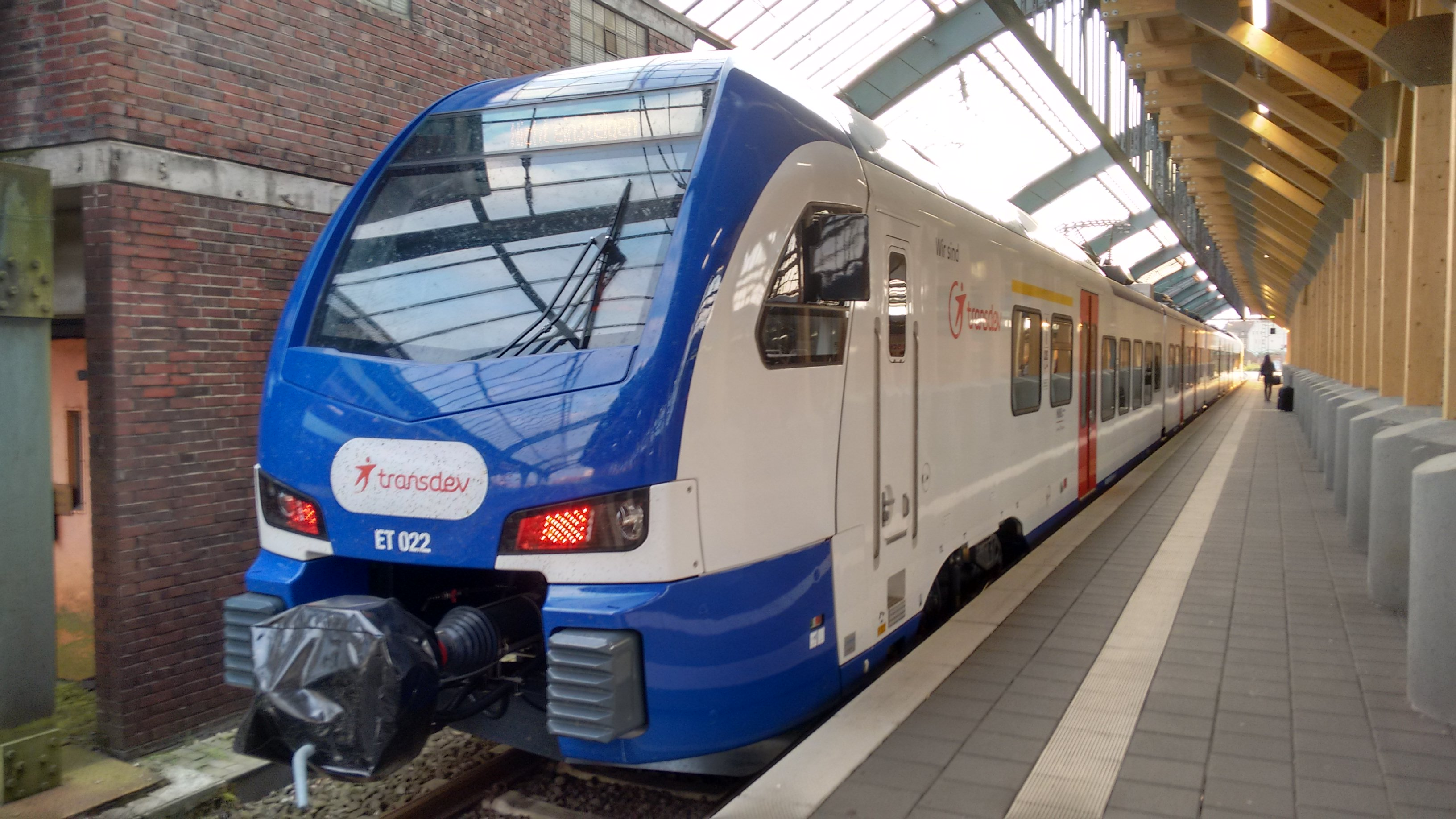
Stadler FLIRT 3 de NordWestBahn en la estación de Oldenburg (Alemania).

| Datos del vehículo *          | Datos del vehículo * | Datos del vehículo * | Datos del vehículo * | Datos del vehículo * | Datos del vehículo * |
| ----------------------------- | --- | --- | --- | --- | --- |
| Configuración                 | 2-coches | 3-coches | 4-coches | 5-coches | 6-coches |
| Años en construcción          | 2006 → | 2004 → | 2004 → | 2007 → | 2008 → |
| Distribución de ejes          | Bo'2'2' | Bo'2'2'Bo' | Bo'2'2'2'Bo' | Bo'2'2'2'2'Bo' | Bo'2'2'2'2'2'Bo' |
| Peso en vacío                 | 76 t | 100 t | 118 t – 131 t | 145 t – 165 t | 170 t – 206 t |
| Longitud                      | 42.066 mm | 58.166 mm | 74.266 mm | 90.378 mm | 106.378 mm |
| Anchura                       | 2880 mm | 2880 mm | 2880 mm | 2880 mm | 2880 mm |
| Altura                        | 4185 mm | 4185 mm | 4185 mm | 4185 mm | 4185 mm |
| Altura piso                   | 1120 mm | 1120 mm | 1120 mm | 1120 mm | 1120 mm |
| Altura entrada                | 580 mm o 780 mm | 580 mm o 780 mm | 580 mm o 780 mm | 580 mm o 780 mm | 580 mm o 780 mm |
| Capacidad de asientos **      | aprox. 116 | aprox. 181 | aprox. 219 | aprox. 241 | aprox. 260 |
| Velocidad máxima              | 140 km/h | 160 km/h | 160 km/h | 160 km/h | 160 km/h |
| Potencia continua en la rueda | 1000 kW | 2000 kW | 2000 kW | 2000 kW | 2000 kW |
| Potencia máxima en la rueda   | 1300 kW | 2600 kW | 2600 kW | 2600 kW | 2600 kW |
| Aceleración                   | 0,83 m/s² | 1,19 m/s² 1,2 m/s² | 1,00 m/s² 1,2 m/s² | 0,87 m/s² | 1,2 m/s² |
| Notas:                        | *Los datos técnicos de las series individuales pueden diferir de esta información técnica, en función del equipamiento del vehículo. La información está basada en hojas de datos por el fabricante. **El número de asientos puede variar según el orden de ± 20 personas / pasajeros de pie aprox. + 150% | *Los datos técnicos de las series individuales pueden diferir de esta información técnica, en función del equipamiento del vehículo. La información está basada en hojas de datos por el fabricante. **El número de asientos puede variar según el orden de ± 20 personas / pasajeros de pie aprox. + 150% | *Los datos técnicos de las series individuales pueden diferir de esta información técnica, en función del equipamiento del vehículo. La información está basada en hojas de datos por el fabricante. **El número de asientos puede variar según el orden de ± 20 personas / pasajeros de pie aprox. + 150% | *Los datos técnicos de las series individuales pueden diferir de esta información técnica, en función del equipamiento del vehículo. La información está basada en hojas de datos por el fabricante. **El número de asientos puede variar según el orden de ± 20 personas / pasajeros de pie aprox. + 150% | *Los datos técnicos de las series individuales pueden diferir de esta información técnica, en función del equipamiento del vehículo. La información está basada en hojas de datos por el fabricante. **El número de asientos puede variar según el orden de ± 20 personas / pasajeros de pie aprox. + 150% |